# The Golden Gift
The Golden Gift è un film muto del 1922 diretto da Maxwell Karger.
Moving Picture World accreditò il soggetto come basato su un lavoro teatrale intitolato The Claim di cui non venne citato l'autore che rimane sconosciuto.

## Trama
Nita Gordon, già cantante di successo, dopo aver avuto una bambina perde la voce ed è abbandonata dal marito, Malcolm Thorne. Per vivere, Nita va a lavorare in un caffè messicano come ballerina. Il marito, intanto, si è sposato con Edith Llewelyn. L'uomo però muore e lascia Edith vedova. La donna adotta una bambina presa in una missione messicana, una piccola che, senza che lei lo sappia, è la figlia di Nita, costretta a lasciare la bimba dai religiosi. La cantante, ritornata in Italia insieme a Leonati, un direttore d'orchestra suo amico, riacquista la voce e arriva al successo. Diventa la stella del Metropolitan e conosce James Llewelyn, che si innamora di lei. A casa di Llewelyn, vede Joy, la figlia adottiva di Edith e riconosce in lei sua figlia.

## Produzione
Il film fu prodotto dalla Metro Pictures Corporation.

## Distribuzione
Distribuito dalla Metro Pictures Corporation, uscì nelle sale cinematografiche USA il 6 febbraio 1922.